# 第10回日本アカデミー賞
第10回日本アカデミー賞は、1987年（昭和62年）2月19日に行われた日本アカデミー賞の発表・授賞式。
東京プリンスホテルで開催され、司会は武田鉄矢と名取裕子が務めた。

## 最優秀作品賞
- 火宅の人

### 優秀作品賞
- 植村直己物語
- キネマの天地
- 新・喜びも悲しみも幾歳月
- 人間の約束

## 最優秀監督賞
- 深作欣二（火宅の人）

### 優秀監督賞
- 市川崑（鹿鳴館）
- 佐藤純彌（植村直己物語）
- 山田洋次（男はつらいよ 柴又より愛をこめて、キネマの天地）
- 吉田喜重（人間の約束）

## 最優秀脚本賞
- 神波史男・深作欣二（火宅の人）

### 優秀脚本賞
- 井上ひさし・山田太一・朝間義隆・山田洋次（キネマの天地）
- 木下惠介（新・喜びも悲しみも幾歳月）
- 倉本聰（時計 Adieu l'Hiver）
- 森田芳光（ウホッホ探険隊、そろばんずく）

## 最優秀主演男優賞
- 緒形拳（火宅の人）

### 優秀主演男優賞
- 渥美清（男はつらいよ 柴又より愛をこめて、キネマの天地）
- 仲代達矢（熱海殺人事件、道）
- 西田敏行（植村直己物語）
- 三國連太郎（人間の約束）

## 最優秀主演女優賞
- いしだあゆみ（火宅の人、時計 Adieu I’Hiver）

### 優秀主演女優賞
- 浅丘ルリ子（鹿鳴館）
- 岩下志麻（極道の妻たち、鑓の権三）
- 倍賞千恵子（植村直己物語、旅路 村でいちばんの首吊りの木、離婚しない女）
- 松坂慶子（火宅の人、波光きらめく果て）

## 最優秀助演男優賞
- 植木等（祝辞、新・喜びも悲しみも幾歳月）

### 優秀助演男優賞
- 鹿賀丈史（キャバレー）
- 柴田恭兵（道、野蛮人のように）
- すまけい（キネマの天地）
- 世良公則（極道の妻たち、十手舞、雪の断章 -情熱-）

## 最優秀助演女優賞
- 原田美枝子（火宅の人、国士無双、プルシアンブルーの肖像）

### 優秀助演女優賞
- 大竹しのぶ（波光きらめく果て）
- かたせ梨乃（極道の妻たち）
- 紺野美沙子（姉妹坂、新・喜びも悲しみも幾歳月）
- 美保純（男はつらいよ 柴又より愛をこめて、キネマの天地）

## 最優秀音楽賞
- 井上堯之（火宅の人、離婚しない女）

### 優秀音楽賞
- 加藤和彦（幕末青春グラフィティ Ronin 坂本竜馬、野蛮人のように）
- 坂本龍一（子猫物語）
- 武満徹（鑓の権三）
- 山本直純（男はつらいよ 柴又より愛をこめて、キネマの天地）

## 最優秀撮影賞
- 木村大作（火宅の人）

### 優秀撮影賞
- 小林節雄（鹿鳴館）
- 並木宏之・阿久津悦夫（植村直己物語）
- 宮川一夫（鑓の権三）

## 最優秀照明賞
- 増田悦章（火宅の人）

### 優秀照明賞
- 下村一夫（鹿鳴館）
- 川島晴雄（植村直己物語）
- 佐野武治（鑓の権三）

## 最優秀美術賞
- 村木忍（鹿鳴館）

### 優秀美術賞
- 粟津潔・西岡善信（鑓の権三）
- 今村力（ア・ホーマンス、キャバレー）
- 佐野義和（火宅の人）
- 出川三男（男はつらいよ 柴又より愛をこめて、キネマの天地）

## 最優秀録音賞
- 橋本文雄・橋本泰夫（植村直己物語）

### 優秀録音賞
- 大橋鉄矢（鹿鳴館）
- 小野寺修（ウホッホ探険隊、時計 Adieu I'Hiver、野蛮人のように）
- 鈴木功・松本隆司（男はつらいよ 柴又より愛をこめて、キネマの天地）
- 吉田庄太郎（旅路 村でいちばんの首吊りの木、鑓の権三）

## 特別賞編集賞
- 井上治

## 最優秀外国作品賞
- バック・トゥ・ザ・フューチャー

### 優秀外国作品賞
- 愛と哀しみの果て
- エイリアン2
- カラーパープル
- コーラスライン

## 新人俳優賞
- 清水宏次朗（ビー・バップ・ハイスクール）
- 仲村トオル（ビー・バップ・ハイスクール）
- 柳葉敏郎（南へ走れ、海の道を!）
- 有森也実（キネマの天地）
- 黒木瞳（化身）
- 斉藤由貴（雪の断章-情熱-）

## 特別賞企画賞
- 「海と毒薬」製作委員会 - 遠藤周作・大塚和・熊井啓・瀧島恵一郎

## 話題賞

### 作品部門
- 子猫物語

### 俳優部門
- とんねるず（そろばんずく）